# شبيوط
بلدية شِبيوط (بالإسبانية: Sabiote) هي بلدية تقع في مقاطعة خاين التابعة لمنطقة أندلوسيا جنوب إسبانيا. ذكر معجم البلدان للحموي حصن شبيوط وقال إنه من أعمال أُبدة. وجاء في المثل: أفقر من قائد شبيوط.

## الديموغرافيا
بلغ عدد سكان بلدية شبيوط 4.275 نسمة عام 2011 (وفقاً للمعهد الوطني للإحصاء الإسباني).
| 4.325 | 4.199 | 4.194 | 4.131 | 4.246 | 4.291 | 4.275 |